# Аврам
Аврам — чоловіче ім'я, вживане в деяких народів, варіант канонічного християнського та юдейского імені Авраам.
Серед українців уживаються такі форми цього імені: Оврам, Абрам, Аврамко, Аврамонько, Аврамочко, Оврамко, Оврамонько, Оврамочко, Абрамко, Абрамонько, Абрамочко.
До української мови через старослов'янську запозичене з грецької. Грецьке ім'я грец. Ἀβραάμ відтворює гебрейську форму імені івр. אברהם ('Abhräham) — «батько багатьох». Латинський відповідник — лат. Abraham, арабський — араб. ابراهيم.
Іменини — 22 жовтня.
Від імен Аврам, Абрам та Оврам утворюються відповідні форми по батькові: Аврамович, Аврамівна, Абрамович, Абрамівна, Оврамович, Оврамівна.

## Відомі носії
- Праотець Авраам
- Йо́сип (Йоже) А́брам (1875—1938) — словенський поет, літературознавець і перекладач;
- Гозенпуд Абрам Якимович (1908—2004) — російський музикознавець, театрознавець, театральний критик, перекладач.

## Похідні прізвища в Україні
Прізвища, що походять від імені Аврам, що поширені в Україні: Абрамейцев, Абрамен, Абраменко, Абраменков, Абраменя, Абрамец, Абрамець, Абрамкин, Абрамкін, Абрамко, Абрамков, Абрамов, Абрамович, Абрамовичус, Абрамовський, Абрамовських, Абрамовц, Абрамочкін, Абрамук, Абрамушкін, Абрамцев, Абрамцов, Абрамчаєв, Абрамчев, Абрамченко, Абрамченков, Абрамчик, Абрамчиков, Абрамчук, Абрамьонок; Аврам, Авраменко, Авраменков, Аврамець, Аврамишин, Аврамич, Аврамкин, Аврамкін, Аврамко, Аврамков, Аврамов, Аврамович, Аврамогло, Аврамук, Аврамушкін, Аврамцев, Аврамцов, Аврамчев, Аврамченко, Аврамченков, Аврамчик, Аврамчиков, Аврамчук,